# میسون بارت
میسون بارت (انگلیسی: Mason Barrett؛ زادهٔ ۲۴ سپتامبر ۱۹۹۹) بازیکن فوتبال است.
از باشگاه‌هایی که در آن بازی کرده‌است می‌توان به باشگاه فوتبال وستهام یونایتد اشاره کرد.